# Sophia Schneider
Sophia Schneider (Traunstein, 12 settembre 1997) è una biatleta tedesca.

## Biografia
Sophia Schneider ai Mondiali juniores di Brezno-Osrblie 2017 ha conquistato la medaglia d'argento nella staffetta; in Coppa del Mondo ha esordito il 29 novembre 2020 a Kontiolahti in sprint (87ª) e ha ottenuto il primo podio il 1º dicembre 2022 nella medesima località in staffetta (2ª). Non ha preso parte a rassegne olimpiche. Al suo debutto iridato, a Oberhof 2023, ha vinto la medaglia d'argento nella staffetta e si è classificata 7ª nella sprint, 5ª nell'inseguimento, 27ª nella partenza in linea, 13ª nell'individuale e 6ª nella staffetta mista individuale; ai Mondiali di Nové Město na Moravě 2024 ha conquistato la medaglia di bronzo nella staffetta e si è piazzata 28ª nella sprint e 37ª nell'inseguimento. Ha conquistato la prima vittoria in Coppa del Mondo il 18 gennaio 2025 a Ruhpolding in staffetta e a successivi Mondiali di Lenzerheide 2025 è stata 11ª nella sprint, 23ª nell'inseguimento, 28ª nella partenza in linea e 5ª nella staffetta; non ha preso parte a rassegne olimpiche.

## Palmarès

### Mondiali
- 2 medaglie:
  - 1 argento (staffetta a Oberhof 2023)
  - 1 bronzo (staffetta a Nové Město na Moravě 2024)

### Mondiali juniores
- 1 medaglia:
  - 1 argento (staffetta a Brezno-Osrblie 2017)

### Europei
- 1 medaglia:
  - 1 argento (staffetta mista a Arber 2022)

### Coppa del Mondo
- Miglior piazzamento in classifica generale: 27ª nel 2024
- 6 podi (a squadre):
  - 1 vittoria
  - 2 secondi posti
  - 3 terzi posti

#### Coppa del Mondo - vittorie
| Data            | Località   | Paese    | Specialità                                                  |
| --------------- | ---------- | -------- | ----------------------------------------------------------- |
| 18 gennaio 2025 | Ruhpolding | Germania | RL (con Stefanie Scherer, Selina Grotian e Franziska Preuß) |

Legenda:

RL = staffetta